# CrossFit Games

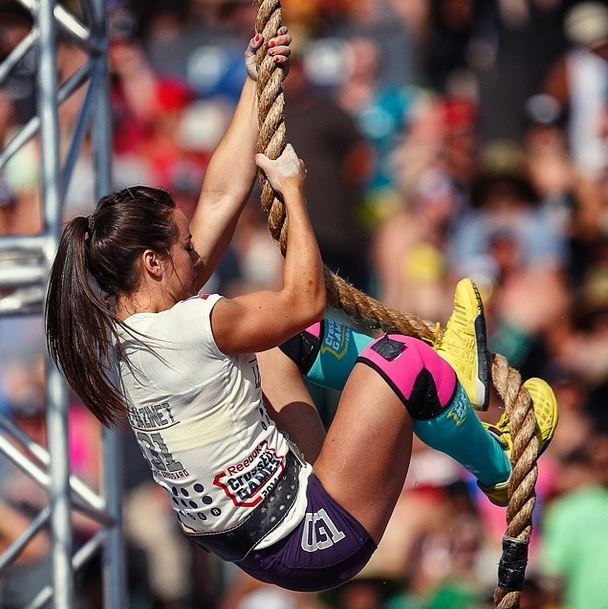
Camille Leblanc-Bazinet, 2014 Reebok CrossFit Games Champion, during the Thick 'n Quick event of the 2014 CrossFit Games

I CrossFit Games sono una competizione atletica sponsorizzata dalla Crossfit Inc. in collaborazione con Nobull, che ha sostituito la collaborazione con Reebok. Il concorso si svolge ogni estate dal 2007. Gli atleti nei Games competono in allenamenti di cui vengono a conoscenza solo ore o giorni prima, composti prevalentemente da un assortimento di standard di esercizi di aerobica, sollevamento pesi e ginnastica, così come alcuni elementi di sorpresa supplementari che non fanno parte del tipico programma CrossFit, come il nuoto nell'oceano, il lancio a softball, o arrampicarsi su un muro a pioli.

## Storia
I CrossFit Games sono iniziati come una piccola competizione e si sono sviluppati sin dal loro inizio nel 2007. I primi CrossFit Games si sono tenuti in un piccolo ranch di Aromas, in California, di proprietà della famiglia di Dave Castro, il direttore dei CrossFit Games. A causa dello sviluppo di questo sport, negli ultimi anni, i Giochi sono stati tenuti presso il Centro StubHub di Carson, sempre in California.
La stagione dei CrossFit Games prevede tre fasi per i concorrenti. Dal 2011, l'Open è stata la prima fase del processo di qualificazione per competere ai Giochi CrossFit. L'Open è stato creato come un formato online per facilitare la partecipazione da parte degli atleti di tutto il mondo. Prima dell'introduzione dell'Open, la maggior parte dei concorrenti erano americani (anche se il campione individuale maschile del 2009, Mikko Salò, è finlandese e delle donne 2010 partecipanti, Annie Mist Thorisdottir è islandese). Durante l'Open, viene comunicato un nuovo workout ogni settimana nella notte di giovedì e gli atleti hanno fino a lunedì sera (ora del Pacifico) per completare l'allenamento e presentare i loro punteggi online, o con un video o con una convalida da parte di un affiliato CrossFit. A partire dal 2013 è iniziata la comunicazione online degli annunci CrossFit per gli allenamenti Open e sarebbero passati ai CrossFit Games gli atleti che completano immediatamente l'allenamento in una competizione testa a testa. Gli atleti sono classificati mondiali e regionali. Gli esecutori al top di CrossFit Open di ogni regione sono promossi alle gare regionali. I primi uomini, donne e squadre di ogni concorso regionale vanno ai CrossFit Games. Nel 2016, gli atleti che si qualificano per i Games ricevono tra $ 1000 e $ 5000 in base alla posizione alla fine del weekend.
I Games prevedono divisioni per persone dello stesso sesso, per un certo numero di fasce d'età Master e per le squadre miste. A partire dal 2015, ci sono anche due divisioni di età ai Games per gli individuali ragazzi: 14-15 e 16-17.
Rogue Fitness è stato il principale fornitore di attrezzature per i CrossFit Games e gli eventi regionali fin dal 2010. Sono serviti quindici mezzi camion di attrezzature per fornire i CrossFit Games del 2013.

## Popolarità
La partecipazione e la sponsorizzazione sono cresciute rapidamente dall'inizio dei Games. Il premio in denaro assegnato a ciascun primo posto maschile e femminile è aumentato dai $ 500 dei Games inaugurali ai $ 300.000 in quelli del 2019. Il grande aumento dei premi in denaro è venuto dai primi Giochi promossi dalla Reebok nel 2011, quando il primo posto andò dai $ 25.000 del 2010 ai $ 250.000 del 2011. L'ammontare complessivo dei premi nel 2016 è stato di $ 2.200.000.
Nel 2011, 26.000 atleti hanno aderito per competere nella "Open". Nel 2012-2018, la partecipazione è stata rispettivamente di 69.000, 138.000, 209.000, 273.000, 324.307, 380.000 e 415.000 Nel 2016 175 paesi sono stati rappresentati dai partecipanti registrati.

## Qualifiche
A partire dai CrossFit Games 2019, è possibile qualificarsi nella stagione in tre modi differenti: gli Open, gli eventi sanciti e su invito.

### Gli Open
Gli Open, introdotti nel 2011 e così chiamati perché la partecipazione è aperta a chiunque, si svolgono nell'arco di cinque settimane tra febbraio e marzo; un nuovo workout viene rilasciato ogni giovedì sera (Ora del Pacifico), i concorrenti completano l'allenamento e inviano i loro punteggi online entro il lunedì sera successivo, con un video o una convalida da parte di un affiliato CrossFit. Dal 2013, gli annunci dei workoput Open sono stati trasmessi in diretta e hanno visto due o più atleti CrossFit Games gareggiare testa a testa immediatamente dopo la descrizione dell'allenamento. A partire dal 2019, i migliori atleti di ogni paese e i primi 20 classificati finali degli Open si qualificano direttamente ai Games. Gli Open vengono anche utilizzati per definire le serie ai Games anche se un atleta si qualifica attraverso gli eventi sanciti; se un atleta si qualifica per un evento sancito ma non fa gli Open, verrà piazzato in fondo.
Per la stagione 2020, gli Open proseguiranno fino a ottobre 2019 come parte della revisione delle qualifiche dei Games.

### Gli eventi sanciti
Tra il 2009 e il 2018, i concorrenti si qualificavano per i Games attraverso la partecipazione agli eventi regionali. Per i Games del 2019, CrossFit, Inc. ha invece autorizzato eventi di fitness indipendenti come qualifiche separate dagli Open. Questi eventi sono stati registrati come "Sanctionals" da CrossFit, LLC. La maggior parte degli eventi sanciti erano già ampiamente frequentati dagli atleti dei CrossFit Games, e spesso utilizzati come parte dell'allenamento fuori stagione, in tutto il mondo. Ogni evento sancito ha le proprie regole di partecipazione, ma in generale gli atleti vi partecipano tramite invito o tramite il processo di qualificazione dell'evento stesso.
I 15 eventi sanciti per i CrossFit Games 2019 sono in ordine cronologico: Dubai CrossFit Championship (Dubai), Australian CrossFit Championship (Broadbeach), Wodapalooza (Miami), CrossFit Fittest in Cape Town, CrossFit Strength in Depth (Londra), Asia CrossFit Championship (Shanghai), Mid Atlantic CrossFit Challenge (Baltimora), CrossFit Italian Showdown (Milano), Brasile CrossFit Championship (San Paolo), CrossFit Lowlands Throwdown (Apeldoorn), Down Under CrossFit Championship (Wollongong), Reykjavik CrossFit Championship ( Reykjavik), Rogue Invitational (Columbus, Ohio), CrossFit French Throwdown (Parigi) e Granite Games (St. Cloud, Minnesota). Ci sono 21 eventi sanzionati annunciati per la stagione 2020.
Se un atleta o una squadra vince più eventi, i secondi classificati degli eventi successivi si qualificheranno ai Games.

### Inviti
I CrossFit Games possono scegliere di invitare fino a quattro atleti che non si sono qualificati per i giochi negli eventi Open o Sanciti.

## Categorie

### Individuali
Gli eventi di punta dei CrossFit Games sono le gare individuali maschili e femminili. Il primo premio per i rispettivi primi posti attualmente è di $ 300.000.

### Squadre
Inizialmente, le squadre ricevevano la "Coppa Affiliati" per avere il miglior punteggio complessivo ottenuto dai singoli atleti che provenivano dalla stessa palestra affiliata a CrossFit. Nel 2009, i Games hanno iniziato ad avere un set separato di eventi per i team affiliati e consistevano in 4-6 atleti della stessa palestra. Nella stagione successiva, il formato è stato finalizzato a squadre di tre uomini e tre donne. Nei Games del 2018, ogni squadra è stata cambiata in quattro membri, due uomini e due donne. Nel 2019 CrossFit rimosse la clausola secondo cui i membri del team dovevano appartenere alla stessa palestra affiliata. Le squadre sono soggette a un processo di qualificazione simile a quello degli atleti singoli.

### Masters e Teens
I Games includono categorie basate sull'età per concorrenti più o meno giovani. Le divisioni dei Masters furono introdotte ai Games del 2010. Ci sono attualmente sei categorie ciascuna per donne e uomini: 35-39, 40-44, 45-49, 50-54, 55-59 e 60+. Le divisioni per adolescenti sono state introdotte nel 2015: le fasce di età sono 14-15 e 16-17, sia per i ragazzi che per le ragazze. Invece che tramite eventi regionali, i Masters e gli adolescenti si qualificano per i giochi in una seconda competizione online che segue gli Open. I 200 migliori atleti di ogni categoria in tutto il mondo sono invitati a competere in questa qualifica, di cui i primi 20 (top 10 nel 2019) avanzano ai Games. Prima dell'introduzione di queste qualificazioni online secondarie, i Masters e i Teens si qualificavano per i Games direttamente agli Open.

## Controversie
A causa della partnership ufficiale di CrossFit con Reebok, ai concorrenti del 2015 è stato vietato indossare le calzature Nike. Nike predispose diversi camion vicino all'ingresso principale dell'arena, che fungevano da cartelloni pubblicitari mobili con lo slogan "Non vietate le nostre scarpe, battete le nostre scarpe". La partnership proibisce inoltre a Nike di etichettare le sue scarpe Metcon come destinate al CrossFit - il marchio usa invece il termine "allenamento ad alta intensità".
La decisione di CrossFit di premiare i vincitori dei Games 2016 con delle pistole ha provocato critiche diffuse da parte di membri e sponsor. Le proteste risultanti hanno forzato la chiusura temporanea di due sedi CrossFit a New York City.

## Campioni per anno e categoria
Campioni Individuali e in Squadra
| Anno | Uomini individuali | Donne individuali         | Squadra                          |
| ---- | ------------------ | ------------------------- | -------------------------------- |
| 2007 | James Fitzgerald   | Jolie Gentry              | CrossFit Santa Cruz              |
| 2008 | Jason Khalipa      | Caity Matter              | CrossFit Oakland                 |
| 2009 | Mikko Salo         | Tanya Wagner              | Northwest CrossFit               |
| 2010 | Graham Holmberg    | Kristan Clever            | CrossFit Fort Vancouver          |
| 2011 | Rich Froning Jr.   | Annie Mist Thorisdottir   | CrossFit New England             |
| 2012 | Rich Froning Jr.   | Annie Thorisdottir        | Hack's Pack UTE                  |
| 2013 | Rich Froning Jr.   | Samantha Briggs           | Hack's Pack UTE                  |
| 2014 | Rich Froning Jr.   | Camille Leblanc-Bazinet   | CrossFit Invictus                |
| 2015 | Ben Smith          | Katrín Tanja Davíðsdóttir | CrossFit Mayhem Freedom          |
| 2016 | Mathew Fraser      | Katrín Tanja Davíðsdóttir | CrossFit Mayhem Freedom          |
| 2017 | Mathew Fraser      | Tia-Clair Toomey          | Wasatch Crossfit                 |
| 2018 | Mathew Fraser      | Tia-Clair Toomey          | CrossFit Mayhem Freedom          |
| 2019 | Mathew Fraser      | Tia-Clair Toomey          | CrossFit Mayhem Freedom          |
| 2020 | Mathew Fraser      | Tia-Clair Toomey          | CrossFit Mayhem Freedom          |
| 2021 | Justin Medeiros    | Tia-Clair Toomey          | CrossFit Mayhem Freedom          |
| 2022 | Justin Medeiros    | Tia-Clair Toomey          |                                  |
| 2023 | Jeffrey Adler      | Laura Horvath             | CrossFit Invictus                |
| 2024 | James Sprague      | Tia-Clair Toomey          | Raw Iron Crossfit Mayhem Thunder |

Campioni categoria Masters uomini
| Anno | 35-39            | 40-44           | 45-49         | 50-54          | 55-59            | 60+               |
| ---- | ---------------- | --------------- | ------------- | -------------- | ---------------- | ----------------- |
| 2010 | —                | —               | —             | Brian Curley   | Brian Curley     | Brian Curley      |
| 2011 | —                | —               | Scot DeTore   | Gord Mackinnon | Steve Anderson   | Greg Walker       |
| 2012 | —                | —               | Gene LaMonica | Gord Mackinnon | Tim Anderson     | Scott Olson       |
| 2013 | —                | Michael Moseley | Ron Ortiz     | Craig Howard   | Hilmar Hardarson | Scott Olson       |
| 2014 | —                | Shawn Ramirez   | Jerry Hill    | Will Powell    | Steve Hamming    | Scott Olson       |
| 2015 | —                | Shawn Ramirez   | Matthew Swift | Joe Ames       | Will Powell      | Steve Pollini     |
| 2016 | —                | Shawn Ramirez   | Ron Mathews   | Ron Ortiz      | Will Powell      | David Hippensteel |
| 2017 | Kyle Kasperbauer | Shawn Ramirez   | Robert Davis  | Kevin Koester  | Shannon Aiken    | David Hippensteel |
| 2018 | Kyle Kasperbauer | Neal Maddox     | Robert Davis  | Cliff Musgrave | Brig Edwards     | David Hippensteel |

Campioni categoria Masters donne
| Anno | 35-39         | 40-44         | 45-49          | 50-54              | 55-59                 | 60+            |
| ---- | ------------- | ------------- | -------------- | ------------------ | --------------------- | -------------- |
| 2010 | —             | —             | —              | Laurie Carver      | Laurie Carver         | Laurie Carver  |
| 2011 | —             | —             | Susan Habbe    | Mary Beth Litsheim | Shelley Noyce         | Betsy Finley   |
| 2012 | —             | —             | Lisa Mikkelsen | Susan Habbe        | Marnel King           | Mary Schwing   |
| 2013 | —             | Amanda Allen  | Lisa Mikkelsen | Colleen Fahey      | Gabriele Schlicht     | Sharon Lapkoff |
| 2014 | —             | Amanda Allen  | Kim Holway     | Mary Beth Litsheim | Susan Clarke          | Karen Wattier  |
| 2015 | —             | Janet Black   | Kylie Massi    | Cindy Kelley       | Susan Clarke          | Rosalie Glenn  |
| 2016 | —             | Helen Harding | Cheryl Brost   | Shellie Edington   | Mary Beth Prodromides | Shaun Havard   |
| 2017 | Stephanie Roy | Helen Harding | Cheryl Brost   | Marion Valkenburg  | Susan Clarke          | Patty Failla   |
| 2018 | Anna Tobias   | Stephanie Roy | Amanda Allen   | Eva Thornton       | Mary Beth Prodromides | Shaun Havard   |

Campioni categoria Teens
| Anno | 14-15 Ragazzi   | 14-15 Ragazze   | 16-17 Ragazzi     | 16-17 Ragazze    |
| ---- | --------------- | --------------- | ----------------- | ---------------- |
| 2015 | Angelo Dicicco  | Sydney Sullivan | Nicholas Paladino | Isabella Vallejo |
| 2016 | Vincent Ramirez | Kaela Stephano  | Nicholas Paladino | Allison Weiss    |
| 2017 | Dallin Pepper   | Chloe Smith     | Angelo Dicicco    | Kaela Stephano   |
| 2018 | Tudor Magda     | Olivia Sulek    | Dallin Pepper     | Haley Adams      |